# Dreiberg (Naturschutzgebiet)
Der Dreiberg (auch Draiberg) ist ein Naturschutzgebiet in der niedersächsischen Stadt Papenburg im Landkreis Emsland.
Das Naturschutzgebiet mit dem Kennzeichen NSG WE 001 ist rund 9 Hektar groß. Es steht seit dem 16. Juni 1968 unter Naturschutz. In dem Naturschutzgebiet ist das ehemalige, bereits zum 22. Mai 1932 unter Naturschutz gestellte Naturschutzgebiet „Heide bei Aschendorf“ aufgegangen. Zuständige untere Naturschutzbehörde ist der Landkreis Emsland.
Das Naturschutzgebiet liegt nördlich des Papenburger Stadtteils Aschendorf und besteht aus zwei Teilen, einer ehemaligen Heidefläche im Osten und einem kleinen Moorgebiet im Westen. Die Heidefläche war bereits 1932 als Naturschutzgebiet „Heide bei Aschendorf“ ausgewiesen worden. Das Naturschutzgebiet war das älteste im ehemaligen Regierungsbezirk Weser-Ems. Beide Teile des Naturschutzgebietes sind heute überwiegend bewaldet. Durch beide überwiegend von landwirtschaftlichen Nutzflächen umgebenen Teilflächen verläuft jeweils ein Weg.